# Noda (Iwate)
Noda (jap. 野田村, -mura) ist eine Dorfgemeinde im Landkreis Kunohe im Osten der Präfektur Iwate in Japan.

## Geographie
Noda liegt am östlichen Fuß des Kitakami-Berglandes an der Noda-Bucht (野田湾, Noda-wan) des Pazifischen Ozeans.
Das Dorf Noda liegt an der nördlichen Sanriku-Küste, wo die Geologie von der Oberkreide-Kuji-Gruppe dominiert wird. Das alluviale Tiefland entstand entlang von Flüssen und Meeresterrassen. In den Küstengebieten erstrecken sich Klippen und Küsten-Riffe ins Meer. Der Strand besteht aus Sand und Kies, die eine seltene sedimentäre Umgebung an der nördlichen Sanriku-Küste darstellen, die zu einer Ria-Küste entwickelt ist. Im Tiefland befinden sich Reisfelder und urbane Gebiete.
Im nördlichen Teil befindet sich ein ausgedehntes Mündungsdelta mehrerer Flüsse. In diesen befindet sich das Ortszentrum mit dem Ortsteil Noda mit dem Großteil der Bevölkerung. Der Ortsteil- und damit Dorfname entstammt diesen geografischen Gegebenheiten da no 野 „Grasland“ bedeutet und da 田 „Reisfeld“. Dieser Ortsteil ist wiederum untergliedert in 37 durchnummerierte Unterortsteile, wobei sich einige davon auch im schwach besiedelten Hinterland befinden. Wenige Kilometer weiter südlich befindet sich ein weiteres kleines Delta mit dem Ortsteil Tamagawa (玉川, wörtlich: „Juwelenfluss“) und seinen 5 ebenfalls durchnummerierten Unterortsteilen.
In der Noda-Tamagawa-Mine wurde 1972 erstmals das seltene Mineral Kinoshitalith entdeckt, das in Japan nur noch in Hokkejino (Kamo-chō, Kizugawa) vorkommt.
Noda liegt südlich von Kuji, nordöstlich von Iwaizumi und nördlich von Fudai.

## Geschichte
Die heutige Gemeinde entstand am 1889 im Zuge der landesweiten Gemeindeneuorganisation aus der Zusammenlegung des alten Dorfes Noda mit dem benachbarten Tamagawa.

## Erdbeben- und Tsunamikatastrophen

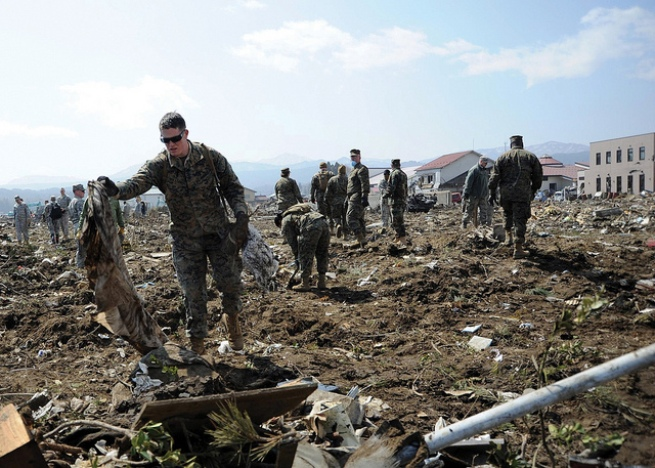
Aufräumarbeiten nach dem Tsunami 2011 durch US-Soldaten im Rahmen der Hilfsoperation Tomodachi

In der Geschichte wurde das Sanriku-Gebiet an der Pazifikküste der Tōhoku-Region, die dem Japangraben gegenüberliegt, häufig von großen Tsunamis beeinflusst. Zu den bekanntermaßen besonders großen historischen Tsunamis zählen die Tsunamis der Jahre 1611, 1896, 1933 und 2011. Für die Zeit vor dem Tsunami von 1896 stehen keine schriftlichen Aufzeichnungen über große Tsunamis zur Verfügung.
| Katastrophenereignis | Völlig zerstörte Häuser | Zahl der Todesopfer | Quelle |
| --- | ----------------------- | ------------------- | ------ |
| Meiji 1896 (Erdbeben und Tsunami) | 80                      | 260                 | [ 3 ]  |
| Shōwa 1933 (Erdbeben und Tsunami) | 62                      | 8                   | [ 3 ]  |
| Chile 1960 (Erdbeben und Tsunami) | 9                       | 0                   | [ 3 ]  |
| Tōhoku 2011 (Erdbeben und Tsunami) | 309                     | 38                  | [ 3 ]  |
| Anmerkung: Die Zahl der Todesopfer für die Tōhoku-Katastrophe 2011 errechnet sich aus den Gesamtzahlen der Toten und Vermissten des 153. FDMA-Schadensberichts vom 8. März 2016 abzüglich der Zahlenangaben katastrophenbedingter Todesfälle, die von der Wiederaufbaubehörde (Reconstruction Agency, RA) ermittelt wurden. |                         |                     |        |

In Noda drang der Meiji-Sanriku-Tsunami 1896 nach Angaben der lokalen Bevölkerung bis 880 m ins Inland und bis zu einer Höhe von 16 m vor.
Am 11. März 2011 wurde Noda nach dem Tōhoku-Erdbeben von einem Tsunami getroffen, der das Dorfzentrum schwer beschädigte. 311 Wohngebäude wurden vollständig und 168 weitere teilweise zerstört. 39 Menschen wurden getötet. Im Überflutungsgebiet lebten 68,9 % der 4.639 Einwohner von Noda. Das Krankenhaus – die einzige medizinische Einrichtung der Stadt – wurde vom Tsunami beschädigt und büßte seine Funktionalität ein. Das Erdgeschoss des Rathauses wurde überschwemmt, und es blieben Tsunamispuren in der Höhe von einem Meter an der Außenwand zurück. Der Tsunami erreichte in der Nähe der Küste von Noda eine Höhe von 22,84 m. Er drang bis zu etwa 720 m landeinwärts und bis zu einer Höhe von 12 m Höhe vor. Da die Wellenbrecher erst nach dem Tsunami von 1896 errichtet wurden, können die Überflutungsdistanzen und Auflaufhöhen der Tsunamis von 1896 und 2011 nicht unmittelbar miteinander verglichen werden.

## Verkehr
Wichtigste und einzige Fernstraße ist die Nationalstraße 45 nach Sendai oder Aomori. Es besteht ein Bustransfer mit der nahen Großstadt Kuji über die Kuji-Küstenlinie (久慈海岸線, Kuji kaigansen) der Norunetto Kuji (のるねっとKUJI), eines Gemeinschaftsunternehmens des Busunternehmens Iwate Kenpoku Bus K.K., des Touristikunternehmens Sanriku Kankō K.K. und des Personentransportunternehmens K.K. Hikari Sōgō Kōtsū.
An das Schienennetz ist Fudai über die Kita-Rias-Linie (Nord-Rias-Linie) der Eisenbahngesellschaft Sanriku Tetsudō angebunden. Diese führt zu den Hauptbahnhöfen von Miyako oder Kuji. Die Haltestellen in Noda sind Rokuchū-Noda (陸中野田駅, -eki) und Noda-Tamagawa (野田玉川駅, -eki).

## Bildung

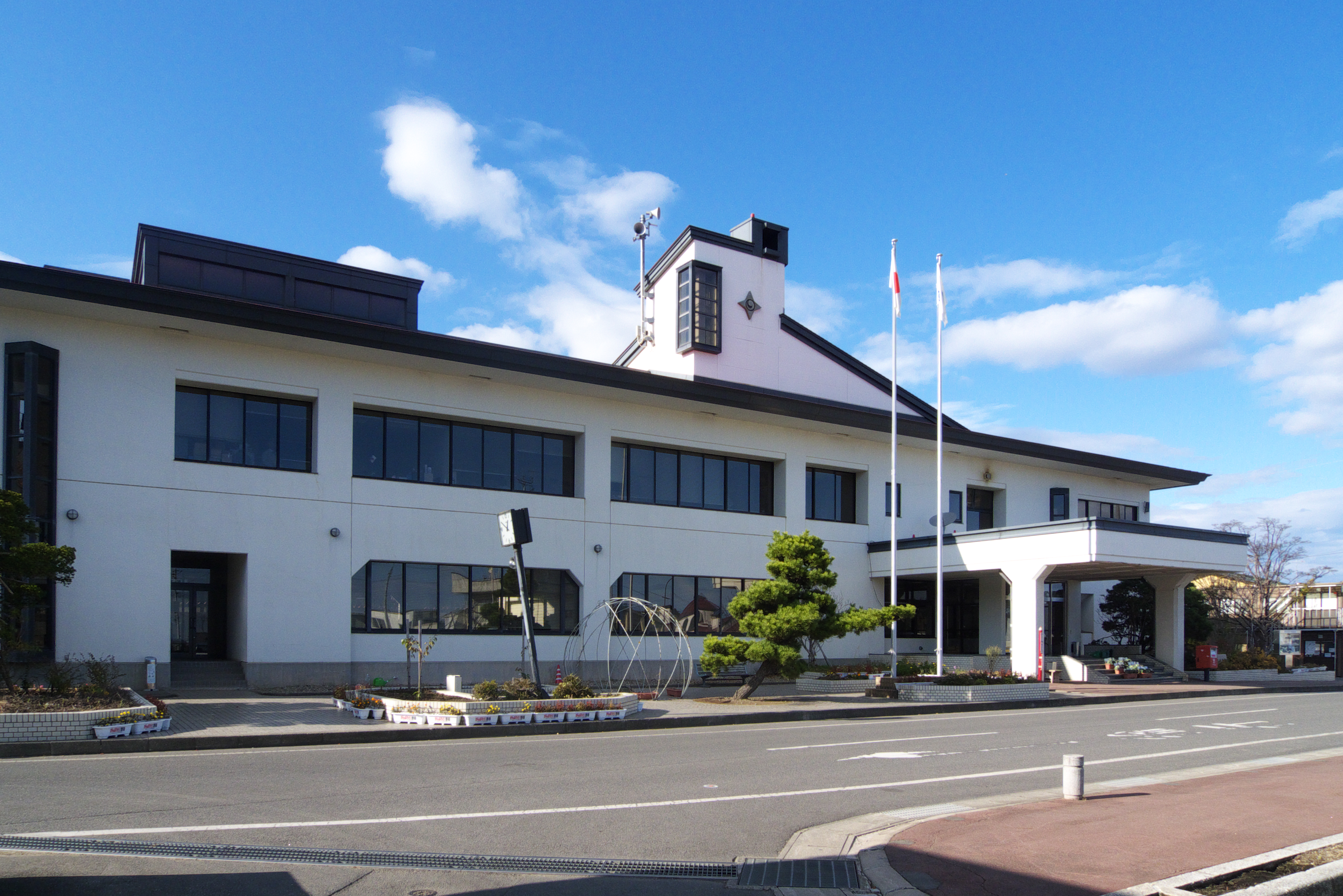
Noda-Dorfbüro der Präfektur Iwate

In Noda befindet sich die Grundschule Noda (野田村立野田小学校, Noda-sonritsu Noda shōgakkō), die Mittelschule Noda (野田村立野田中学校, Noda-sonritsu Noda chūgakkō) und die präfekturale technische Oberschule Kuji (岩手県立久慈工業高等学校, Iwate-kenritsu Kuji kōgyō kōtō gakkō), die sich trotz ihres Namens nicht im nahen Kuji befindet.